# Didier Christophe
Didier Christophe (Sainte-Colombe, 8 december 1956) is een voormalig profvoetballer uit Frankrijk, die speelde als middenvelder gedurende zijn carrière. Hij stapte later het trainersvak in.

## Interlandcarrière
Christophe kwam zes keer uit voor het Franse elftal, en scoorde één keer voor Les Bleus in de periode 1980-1981. Hij maakte zijn debuut voor Frankrijk op 27 februari 1980 in de vriendschappelijke thuiswedstrijd tegen Griekenland (5-1) in Parijs, net als Yannick Stopyra en Bernard Genghini. Hij nam in dat duel het vierde en voorlaatste Franse doelpunt voor zijn rekening.

## Erelijst
AS Monaco
- Frans landskampioen

1980
- Coupe de France

1982